# Travée
Pour les articles homonymes, voir Travée (homonymie).

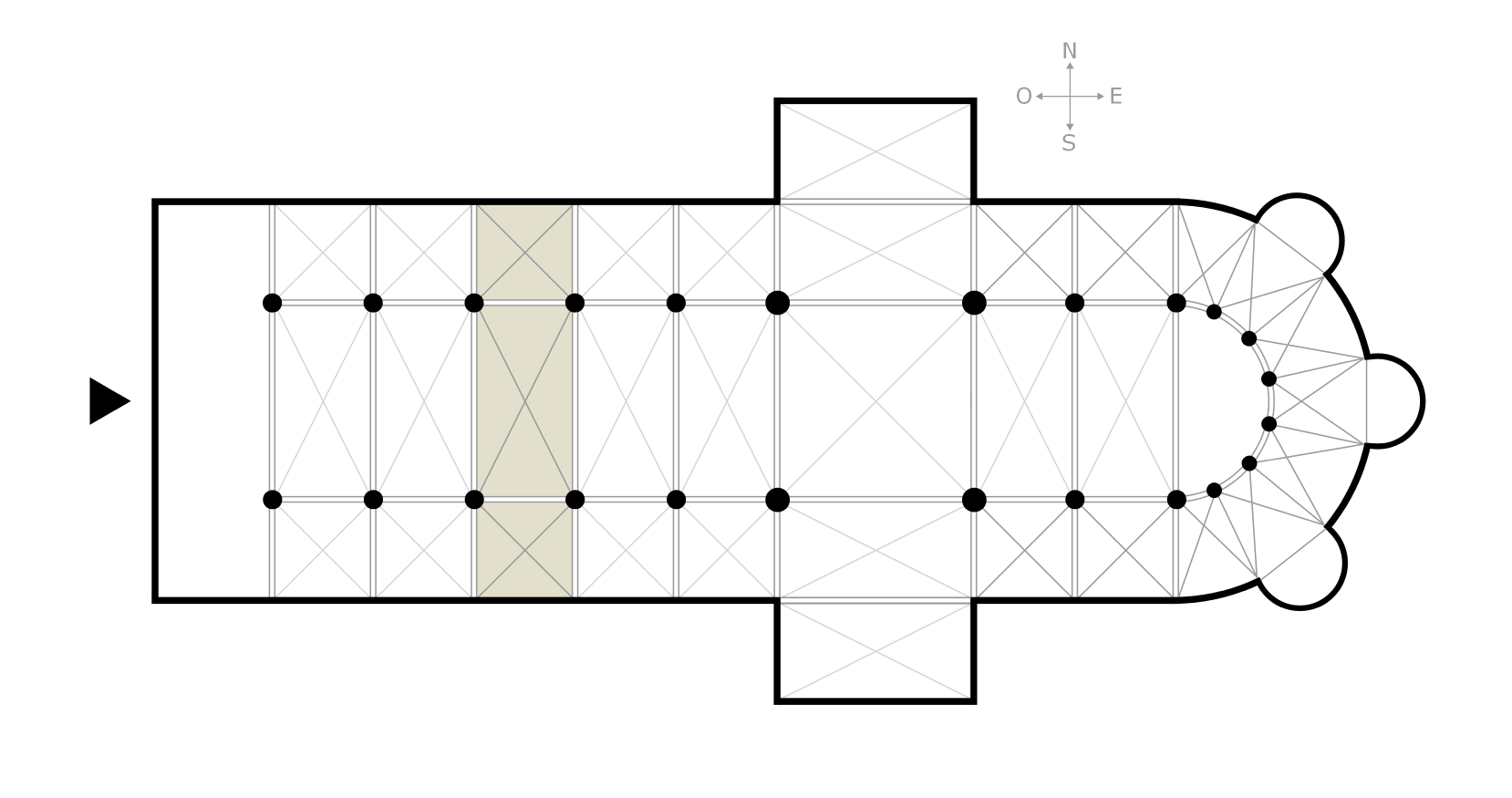
Travée, ordonnance caractéristique du plan type d'église.

Une travée (du latin trabs, « poutre »), dans le domaine de l'architecture, est une ouverture, un espace construit ou un élément de construction délimité par deux supports verticaux constituant les points d'appuis principaux ou les pièces maîtresses d'une construction (piliers, colonnes, arcs, fermes, poutres, etc.).
La « travée » au sens originel du terme est une ouverture (baie) ordonnée avec d'autres ouvertures et qui ensemble sont recouvertes d'une architrave dans le respect d'un ordre architectural grec.
Le « plein de travée » succédant à l'architrave est l'ensemble des maçonneries pleines formant une bande horizontale en façade porteuse ou non d'édifice, en structure d'un aqueduc romain par exemple, entre les baies, les arches de deux niveaux, de deux étages.
À partir de l'usage du terme « travée de voûte », plus généralement, le mot « travée » désigne en architecture une division d'une salle, c'est-à-dire un espace couvert de plan polygonal dont les supports du mur en élévation sont situés aux sommets de ce polygone en plan.
Les différents types de travées suivants sont rencontrés :
- la « travée rythmique » est un groupement formé d'une baie principale, généralement couverte d'un arc en plein-cintre, encadrée de chaque côté par deux baies secondaires superposées, réelles ou feintes (niches, tables, etc.), l'une sous le niveau de l'imposte de la baie principale, l'autre au-dessus. Elle correspond à une définition d'arcade ;
- la « travée de pont » en bois est à l'origine l'ouverture en traversée entre deux piles couvertes par des longerons, la travée de pont en arc maçonné sur massif-pile est la portion de pont entre deux piles (appelée aussi arche) ;
- la « travée de voûte » est la partie d'une nef, d'un vaisseau de bâtiment comprise entre deux points d'appuis principaux ou deux arcades latérales (qui sont à l'origine de la notion de travée) ;
- la « travée de galerie » est une fraction de galerie sur arcade ou non, voûtée ou non ;
- la « travée de comble » est la portion comprise entre deux fermes d'un comble dans un bâtiment ;
- la « travée de plancher » est la partie d'un plancher de bâtiment remplissant l'ouverture comprise entre deux poutres qui se font vis-à-vis ;
- la « travée de balustres » est un rang de balustres remplissant l'ouverture entre deux colonnes ou piédestaux ;
- la « travée de grille » est un rang de barreaux remplissant l'ouverture entre deux piliers ou entre deux pilastres.